# Trizay
Trizay település Franciaországban, Charente-Maritime megyében. Lakosainak száma 1505 fő (2022. január 1.). Trizay Beurlay, Champagne, Échillais, Saint-Agnant, Saint-Hippolyte, Sainte-Radegonde és La Vallée községekkel határos.

## Népesség
A település népessége az elmúlt években az alábbi módon változott:
| Lakosok száma | 707  | 902  | 1049 | 1252 | 1416 | 1492 | 1476 | 1470 | 1468 | 1505 |
|               | 1968 | 1982 | 1990 | 2006 | 2013 | 2015 | 2017 | 2019 | 2020 | 2022 |